# Paul Komposch
Paul Komposch, né le 13 mai 2001 en Autriche, est un footballeur autrichien qui évolue au poste de défenseur central au TSV Hartberg.

## Biographie

### SK Sturm Graz
Né en Autriche, Paul Komposch commence le football au FC Stattegg avant d'être formé par le SK Sturm Graz, où il poursuit sa formation.
Komposch fait sa première apparition en équipe première lors d'un match de coupe d'Autriche face au SV Innsbruck le 28 août 2020. Il entre en jeu et son équipe l'emporte par huit buts à zéro,. Il joue son premier match de première division autrichienne le 4 octobre 2020, face au SC Rheindorf Altach. Il entre en jeu, et son équipe s'impose sur le score de quatre buts à zéro. Le 20 octobre suivant, Komposch prolonge son contrat avec le SK Sturm Graz, étant alors lié au club jusqu'en juin 2023.

### TSV Hartberg
Le 23 juin 2023, Paul Komposch rejoint librement le TSV Hartberg. Il signe un contrat courant jusqu'en juin 2025 avec une année supplémentaire en option,.
Il joue son premier match le TSV Hartberg le 22 juillet 2023, à l'occasion d'une rencontre de coupe d'Autriche contre le Favoritner AC. Il est titularisé et participe à la victoire de son équipe en marquant également son premier but pour le club (2-3 score final).
Komposch s'impose dès sa première saison au TSV Hartberg comme un titulaire indiscutable, jouant au total 36 matchs toutes compétitions confondues dont 35 comme titulaire, et marquant un but. Ses prestations attirent des clubs italiens et allemands à l'été 2024 mais le défenseur reste finalement au club.